# Itzespitze
Die Itzespitze ist eine Erhebung an der L121 zwischen Aukrug und Hennstedt. Sie ist mit einer Höhe von 83,4 m die höchste Erhebung im Kreis Steinburg sowie im Naturpark Aukrug.

## Namensherkunft
Die zuvor namenlose Erhebung erhielt 1998 ihren Namen während eines Vatertag-Ausflugs von Mitgliedern des Deutschen Alpenvereins. Presse und Fernsehen berichteten humorvoll über die Erstbesteigung des höchsten Punktes im Kreis Steinburg, bei der ein Gipfelkreuz und eine Kletterhilfe angebracht wurden. 2018 wurde der Name in die topografische Karte des Landesvermessungsamtes übernommen.
Nach diesem Erfolg suchte die Gruppe auch den höchsten Punkt im ebenfalls flachen Kreis Pinneberg, fand einen unbenannten Kraterrand auf Helgoland und nannte ihn Pinneberg.

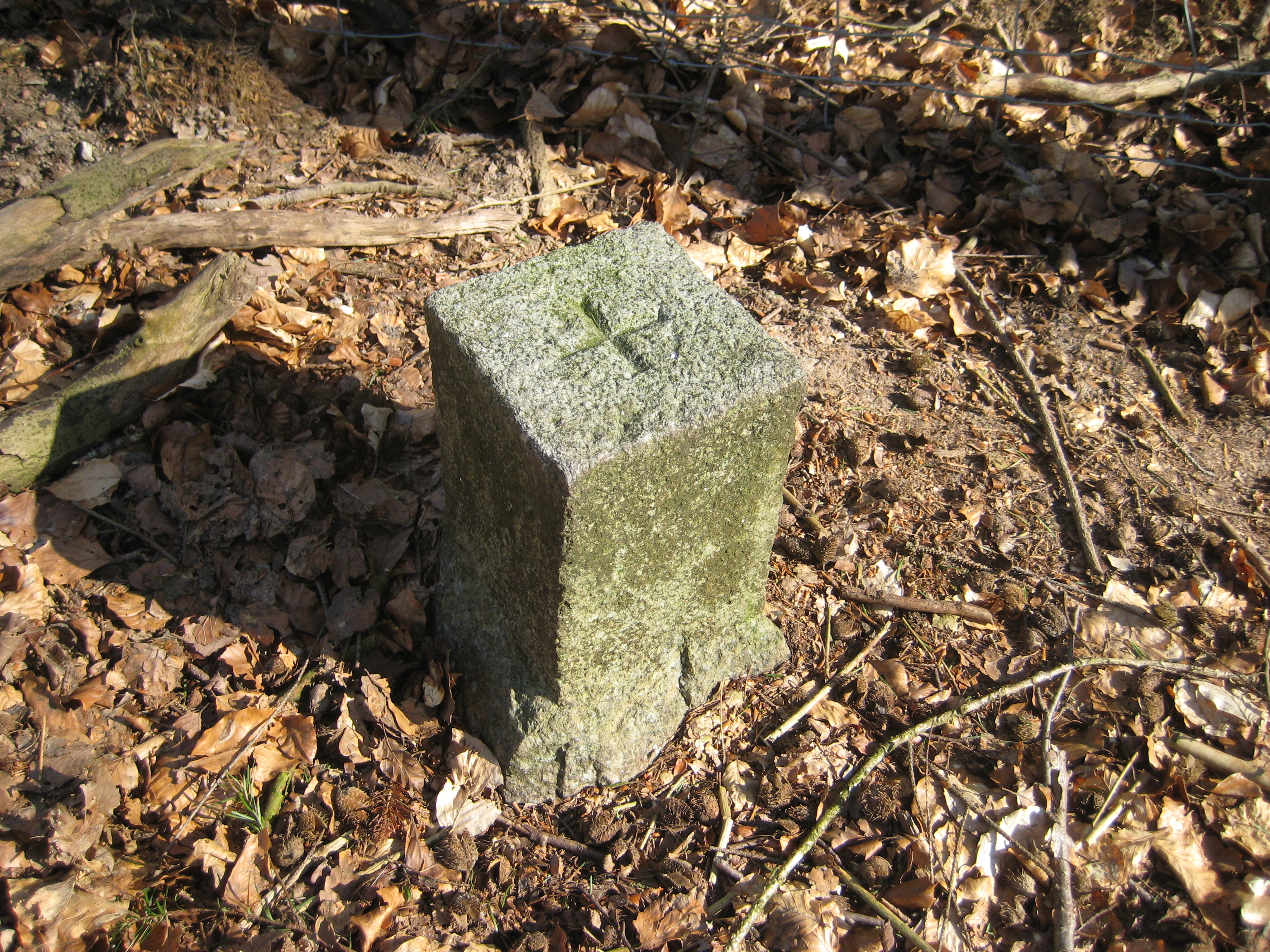
Markierung im Bereich der Itzespitze